# エミール・スナール
エミール・シャルル・マリー・スナール（Émile Charles Marie Senart、1847年3月26日 - 1928年2月21日）は、フランスのインド学者。インドの碑文・古文書や仏教の研究で知られる。

## 略歴
スナールはランスに生まれた。地元のリセを卒業した後、3年間ドイツのミュンヘン大学とゲッティンゲン大学で文献学を学んだ。ゲッティンゲンではテーオドール・ベンファイに学んだ。帰国後、1868年にアジア協会の会員となり、1890年に副会長、1908年以降没するまで会長をつとめた。1882年に碑文・文芸アカデミーの会員に選ばれた。
1887年から翌年にかけてインドに渡り、新出のアショーカ王碑文（ガンダーラ語で書かれたもの）について調査した。
1923年にオックスフォード大学はスナールに名誉博士号を贈った。1928年にパリで没した。

## 主要な著書
- スナールの最初の論文は1871年にアジア協会の機関誌に発表されたカッチャーヤナによるパーリ語文法の本文と訳注である。“Kaccâyanappakaranam̃. Grammaire Pâlie de Kaccâyana, sûtras et commentaire”. Journal Asiatique:  193-351,361-540. (1871).
- スナールは仏陀に関する説話が太陽神話を原型としていると主張した。  Essai sur la légende du Buddha. Paris: Imprimerie nationale. (1875)（1882年に第2版）
- スナールはアショーカ王碑文の本文について再検討を行った。他にもアジア協会報上にインドの碑文に関する論文を多数発表している。 Les inscriptions de Piyadasi. Paris: Imprimerie nationale. (1881,1886)
- オーレル・スタインが発見したカローシュティー文字文献を判読した。 Kharoṣṭhī Inscriptions discovered by Sir Aurel Stein in Chinese Turkestan. Oxford: Clarendon Press. (1920-1929)（共著、3冊）
- デュトルイユ・ド・ランのもたらしたガンダーラ語『法句経』をはじめて紹介した。“Le manuscrit kharoṣṭhī du Dhammapada”. Journal Asiatique:  193-308,545-548. (1898).
- スナールは『マハーヴァストゥ』の本文を校訂した。 Le Mahâvastu. Paris: Imprimerie nationale. (1882-1897)（3冊）

翻訳書に『バガヴァッド・ギーター』と『チャーンドーギヤ・ウパニシャッド』がある。
- La Bhagavadgîtâ. Paris: Bossard. (1922)
- Chāndogya-Upaniṣad. Paris. (1930)（没後、アルフレッド・フーシェにより編纂・出版）

### 日本語訳された著書
インドのカーストに関する著書は日本語に翻訳されている。
- Les castes dans l'Inde : les faits et le systeme. Paris: Ernest Leroux. (1896)（1927年に第2版）
  - 綜合インド研究室 訳『印度のカースト：事実と体系』綜合インド研究室、1943年。

## 批判
仏陀の伝記を太陽神話とする説は、ヘルマン・オルデンベルク『仏陀』(1881)の中で詳しく批判されている。